# Hayden Sargeant
Hayden Sargeant (11 de março de 1998) é um jogador de rugby australiano, que joga na posição de back.

## Carreira
Ele estudou na Southport School em Gold Coast, Queensland e na Bond University, graduando-se em Gestão de Construção e Orçamento.
Sargeant jogou pelo Melbourne Rebels U20s antes de jogar pelo Junior Wallabies em 2018. Ele deixou o Melbourne Rebels em 2020 quando as partidas foram canceladas devido à pandemia de COVID-19 e o time foi simplificado.
Ele fez sua estreia pela seleção australiana de rúgbi sevens em 2023 na World Rugby Sevens Series em Los Angeles. Em julho de 2024, ele foi selecionado para as Olimpíadas de Paris de 2024.